# John C. Wells
John Christopher Wells (Bootle, 11 marzo 1939) è un esperantista e linguista britannico.

## Biografia
Nato a Bootle, nel Lancashire, da padre di origine sudafricana e madre inglese, ha due fratelli. Dopo la fanciullezza in povertà, studiò varie lingue, incluse il gallese e l'esperanto. È professore emerito di fonetica all'University College di Londra.
Nel settembre 2006 ha sottoscritto un'unione civile con Gabriel Parsons, suo compagno dal 1968.

## Carriera
Wells si laureò all'Università di Cambridge, ed è conosciuto per il suo libro con cassetta Accents of English, il libro con CD The Sounds of the IPA, Lingvistikaj Aspektoj de Esperanto e il Longman Pronunciation Dictionary. È autore del principale dizionario inglese-esperanto.
Una considerevole parte delle ricerche di Wells sono incentrate nella descrizione fonetica dei dialetti inglesi. Dal 2003 al 2007 fu presidente dell'Associazione fonetica internazionale.
Wells è stato a lungo un pioniere delle nuove tecnologie. È l'inventore della X-SAMPA ASCII alfabeto fonetico per l'uso nei computer digitali non in grado di gestire i simboli IPA. Dopo il pensionamento nel 2006, Wells tenne un blog di fonetica fino all'aprile del 2013.

### Esperanto
Wells fu presidente dell'Universala Esperanto Asocio (UEA) dal 1989 al 1995. Fu anche presidente dell'Esperanto Association of Britain, e dal 2007 al 2013 è stato presidente dell'Accademia di Esperanto.
Oltre a importanti libri e dizionari di esperanto, ha creato il corso radiofonico Jen Nia Mondo. È stato professore di esperanto all'università statale di San Francisco.